# Svenska Privatskolan i Uleåborg
Svenska Privatskolan i Uleåborg är en svenskspråkig skola i Uleåborg i norra Österbotten, Finland. Skolan grundades på 1850-talet och har idag drygt 200 elever och 25 lärare. I samma fastighet verkar vid sidan av grundskolan och gymnasiet även en svensk barnträdgård med förskola.

## Historia

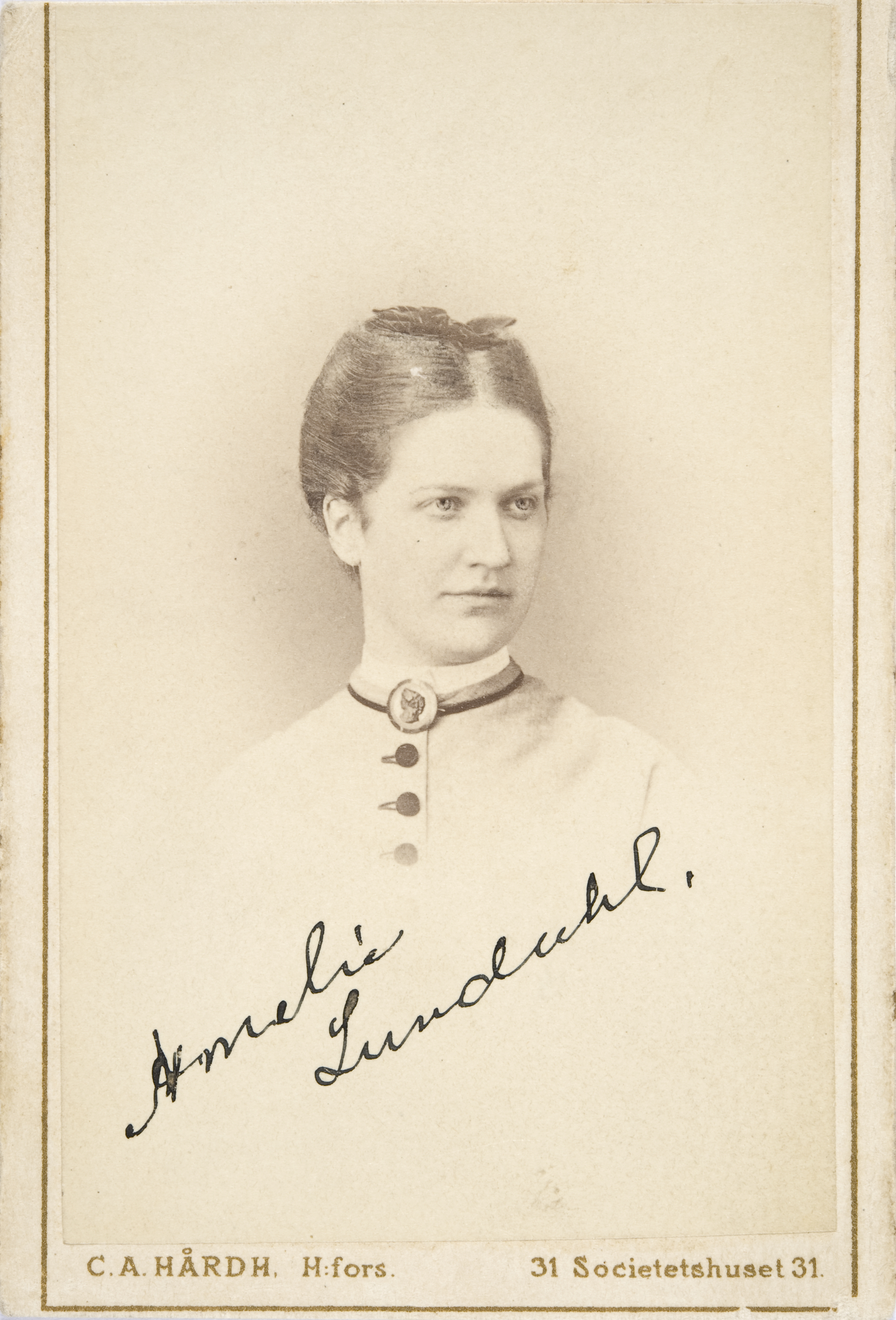
Amélie Lundahl studerade vid Svenska fruntimmerskolan i Uleåborg.

Skolan grundades ursprungligen av Marie Junnelius i medlet av 1850-talet som en flickskola med två klasser. På grund av ekonomiska svårigheter tog staten över skolan år 1859 och den fick namnet Svenska fruntimmersskolan i Uleåborg. När antalet elever i det svenskspråkiga pojklycéet i Uleåborg sjunkit drastiskt beslöt man att förena verksamheten under namnet Realläroverket för gossar och flickor i Uleåborg. Detta beslut fattades år 1904. Fyra år senare beslöt man att privat inrätta fyra fortsättningsklasser som skulle leda vidare till universitetsstudier. 

### Svenska Privatskolan uppstår
Under åren 1914–1933 fungerade läroinrättningen som mellanskola under namnet Svenska mellanskolan i Uleåborg. År 1933 beslöt riksdagen att dra in det statliga understödet. Samma år fattades ett beslut om att fortsätta som privat läroinrättning under namnet Svenska Privatskolan i Uleåborg. När folkskolan och läroverket övergick i grundskola och gymnasium år 1974 behöll man namnet för helheten.

### Krigets förödelse och återuppbyggnad
När Uleåborg bombarderades från luften under fortsättningskriget totalförstördes skolans lokaler den 21 februari 1944. Den nya skolbyggnaden ritades av arkitekt Gustav Strandberg och undervisningen kunde återupptas höstterminen 1946. Tillbyggnader uppfördes 1951 och 1998. 
I samband med skolans 150-årsjubileum år 2009 införskaffades och renoverades det så kallade Weckmanska palatset intill den gamla skolbyggnaden. I den nya byggnaden inryms Svenska barnträdgården, grundskolans årskurser 7-9 och gymnasiet.
Sedan hösten 2015 återfinns Svenska Barnträdgården i Snellmanska huset på Albertinkatu medan skolan använder sig av de övriga byggnaderna.

## Skolans rektorer
| Namn                   | Period    |
| ---------------------- | --------- |
| Marie Junnelius        | 1859–1885 |
| Anna Maria Fogelholm   | 1885–1909 |
| Vilhelm Frigren        | 1909–1933 |
| Carl Reinhold Ramsdahl | 1933–1934 |
| Weijo Olander          | 1934–1938 |
| Sven Nordberg          | 1938–1939 |
| Väinö Hannelius        | 1939–1944 |
| Sven Nyberg            | 1944–1945 |
| Väinö Hannelius        | 1945–1949 |
| Greta Wetterstrand     | 1949–1950 |
| Erik Hedman            | 1950–1953 |
| Greta Wtterstrand      | 1953–1972 |
| Börje Vähämäki         | 1972–1975 |
| Pehr E. Furu           | 1975–1982 |
| Laina Lahti            | 1982–1985 |
| Claes-Håkan Wiklund    | 1985–1996 |
| Anders Wentin          | 1997–1998 |
| Tom Hansén             | 1999–2000 |
| Anders Wentin          | 2000–2003 |
| Ann-Britt Nieminen     | 2003–2008 |
| Sampo Backman          | 2008–2020 |
| Seppo Kallio           | 2020–2023 |
| Sampo Backman          | 2023–     |

## Kända elever
| Namn             | Karriär           | Studentexamen |
| ---------------- | ----------------- | ------------- |
| Emmy Achté       | operasångerska    |               |
| Ida Basilier     | operasångerska    | 1862          |
| Sven-Erik Hansén | professor, rektor | 1962          |
| Lars Hedman      | chefredaktör      | 1973          |
| Amélie Lundahl   | bildkonstnär      |               |
| Åke Mattas       | bildkonstnär      | 1938          |
| Matti Sundberg   | bergsråd, VD      | 1964          |